# Doc (serie televisiva 2001)
Doc - Un medico a New York (Doc) è una serie televisiva statunitense prodotta dal 2001 al 2005 e trasmessa da PAX Television.
La serie racconta le avventure del dottor Clint Cassidy. Ogni episodio tratta di un differente argomento, dall'accettazione di una grave malattia, all'amore verso il prossimo.
In Italia la serie televisiva venne trasmessa su Canale 5 in prima tv. E in replica su Rete 4, Iris e Premium Joi.

## Personaggi e interpreti
- Clint Cassidy (stagioni 1-5), interpretato da Billy Ray Cyrus, doppiato da Massimo De Ambrosis.
È un medico che per esercitare la sua professione si trasferisce dal Montana a New York. È un dottore molto bravo che pur di guarire i pazienti si occupa di loro anche per un giorno intero, con disapprovazioni e approvazioni dei suoi pazienti e dei parenti dei pazienti, lui dà anche consigli aiutato da tutti i medici della Westbury, Clint riesce presto ad ambientarsi aiutandosi anche con proverbi e tradizioni del Montana.
- Nancy Nichols (stagioni 1-5), interpretata da Andrea Robinson, doppiata da Eleonora De Angelis.
È l'infermiera che assiste i medici e più specificatamente il Dott. Cassidy a compiere i suoi doveri, ma finito il turno diventa la sua inseparabile amica.
- Derek Herbert (stagioni 1-5), interpretato da Derek McGrath, doppiato da Giorgio Lopez.
È anch'egli un dottore, con molta esperienza, che aiuta Doc ad ambientarsi appena arrivato nella clinica Westbury. È sposato con Nelly e ha una figlia.

## Episodi
| Stagione         | Episodi | Prima TV originale | Prima TV Italia |
| ---------------- | ------- | ------------------ | --------------- |
| Prima stagione   | 11      | 2001               | 2003            |
| Seconda stagione | 24      | 2002-2003          | 2003            |
| Terza stagione   | 22      | 2003-2004          | 2004            |
| Quarta stagione  | 22      | 2004-2005          | 2005            |
| Quinta stagione  | 9       | 2005               | 2006            |